# المصب العام
المصب العام (سابقًا يسمى: نهر صدام أو نهر القائد أو النهر الثالث) هو مشروع تابع لوزارة الموارد المائية العراقية، هو مبزل رئيس أُنشئ بسبب التوسع في إنشاء المشاريع الإروائية، حيث يقوم بجمع مياه شبكة المبازل للمشاريع الزراعية ومنع خلطها بمياه نهري دجلة والفرات، وتأمين نقلها إلى شط البصرة ثم الخليج العربي، وقد تمت المباشرة في إنشاء المصب العام منذ 1964 وأُنجز في عام 1992.

## نبذة تاريخية
يُعد مشروع المصب العام من مشاريع التنمية الكبرى في العراق وذلك لأهميته في نقل المياه المالحة الواردة من استصلاح الأراضي الزراعية في وسط وجنوب العراق عبر شبكة مترابطة من المبازل الثانوية والرئيسية التي تصب في النهاية بمجرى المصب العام الذي يقوم بنقل المياه المالحة ومخلّفات الأسمدة الكيمياوية المُستخدمة بشكل واسع في الزراعة إلى الخليج العربي عبر شط البصرة.

نشأت فكرة مشروع المصب العام منذ الخمسينات عندما كلّفت إحدى الشركات الأمريكية بإعداد خارطة لشبكات المبازل المحصورة بين نهري دجلة والفرات. وتمّت المباشرة بالمشروع من خلال تنفيذ مبزل المسيب الرئيسي عام 1954 كما باشرت الشركة الهولندية عام 1959 بمبزل الشطرة الغربي الذي يعد القسم الجنوبي من الجزء الوسطي للمشروع الحالي. وفي عام 1963 أعدّت شركة مكدونالد البريطانية دراسة لإنشاء الجزء الوسطي من بحيرة الدلمج نزولاً إلى مدينة الناصرية كما قامت شركتي فيليب هولزمان الألمانية الغربية وبولسكي زولنر الهولندية بإنجاز الجزء الجنوبي وبطول 172 كم كما تمَّ التعاقد مع شركة مندس البرازيلية على تنفيذ المنشآت تحت نهر الفرات مع إنشاء 6 جسور للسيارات و 2 للقطارات وقد استمر العمل تباعاً في إنجاز المشروع إلى أن توقّف عام 1990 بسبب ظروف الحصار آنذاك. واستؤنف العمل بالإمكانيات المحلية عام 1992 حيث أُنجزت الأعمال التي لم تستكمل في حينها. وابتدأ العمل مجدداً في محطة ضخ المصب العام بعد عام 2003 واستمر لحين إنجاز المحطّة بتاريخ 1 ديسمبر 2008.

## المسطحات المائية المرتبطة بالمصب
- بحيرة الدلمج: هي جزء من القاطع الأوسط للمصب العام تقع جنوب بغداد بين محافظتي واسط والقادسية , والغرض الرئيسي للبحيرة هو السيطرة على مياه المصب العام من خلال عامل التحكّم والموازنة المائية كونها منظومة سيطرة وخزن حيث يتم تحويل مياه المصب العام إلى البحيرة من خلال ناظم التغذية وعبر قناة التغذية وبالمقابل يتم تصريف مياه البحيرة عن طريق ناظم التصريف وعبر قناة التصريف إلى المصب العام من خلال ناظم التحويل ومنشأ الشلاله عند الكيلومتر 295. إضافة إلى مهمة خزن المياه، يتم استثمار الثروة السمكية في البحيرة لبعض المواطنين من قبل وزارة الزراعة وتمكينهم من اصطياد الأسماك، وكذلك الحال لمُربّي الجاموس، كما تعتبر البحيرة ملاذاً للطيور المهاجرة القادمة إليها موسمياً.
- مبخرة النصر: تقع في شمال محافظة ذي قار ضمن الحدود الإدارية لناحية النصر , والهدف الرئيسي منها هو موازنة المياه لمبزل الغراف الكبير ( الهولندي ) وتمتد من مبزل الغراف الكبير إلى عمود المصب العام في الكيلومتر 255 , وتقدر مساحة المبخرة 84,000 دونم.
- أحواض التوازن: تقع على عمود المصب العام ضمن الحدود الإدارية لمحافظة البصرة , حوض التوازن الأول يقع بين كم ( 20 - 40 ) وحوض التوازن الثاني يقع بينت كم ( 50 - 60 ) مهمتها موازنة مياه المصب العام، وتمثّل بيئة ملائمة لمُربّي الجاموس.[3]

## روابط خارجية
- الموقع الرسمي لدائرة المصب العام
- خارطة المصب العام